# Miriam Makeba
Miriam Makeba (født 4. marts 1932, død 9. november 2008), der blev født i en shantytown uden for Johannesburg og døde i Italien, var en sydafrikansk sangerinde. Hun var den første sorte sydafrikanske sanger, som vandt international berømmelse. Makeba, også kendt som Mama Africa, blev hyldet som et levende ikon i kampen mod apartheid. Hendes musikalske stil adskilte sig fra andre internationalt kendte sangere ved den karakteristiske klikkelyd – i f.eks. "The Click Song" – som var typisk for hendes modersmål Xhosa-sproget.
I 1959 blev Miriam Makeba tvunget til at forlade Sydafrika efter at have medvirket i anti-apartheid-filmen Come Back Africa. 
Makeba havde stor succes i Vesten i 1960'erne og 70'erne. 1966 fik hun en Grammy for den bedste grammofonplade i genren folkemusik sammen med Harry Belafonte, og nummeret "Pata Pata" fra 1967 blev et hit i mange lande. 
I 1969 giftede hun sig med Stokely Carmichael, som gik ind for sort separatisme og var engageret i De Sorte Pantere, hvad der gjorde Makeba mere kontroversiel i USA. I 1987 kom Makeba tilbage til de større scener da hun medvirkede i Paul Simons Graceland-turné. Kort derefter udkom hendes selvbiografi, My Story. 1990 overtalte Nelson Mandela hende til at vende tilbage til Sydafrika.
Det brasilianske fodboldhold anvender hendes indspilning af den brasilianske klassiker "Mais Que Nada" som sin kendingsmelodi siden 1966. Makeba fik Polarprisen i 2002. I en afstemning 2004 om de største sydafrikanere fik Makeba en plads som nummer 38.
I en periode var hun Guineas repræsentant i De forenede Nationer, for hvilket hun i 1986 modtog
Dag Hammarskjöld Peace Prize, "Dag Hammarskjöld Fredsprisen".

## Andre kunstneres fortolkninger
- Shu-bi-dua: "Sexchikane" (dansk version af "Pata Pata")